# José Luis Sérsic
José Luis Sérsic (Bella Vista, C. 6 de maig de 1933 - Villa Carlos Paz, 19 de juliol de 1993), va ser un astrònom argentí conegut sobretot pels seus treballs en morfologia de les galàxies. Va ser un dels pioners i referents més important de l'Astronomia Extragalàctica a l'Hemisferi Sud.

## Biografia
Va cursar els estudis primaris a l'escola Superior Pedro Ferré i els secundaris, dos anys en el Col·legi Nacional de Bella Vista i tres en el Col·legi Nacional Bartolomé Mitre, de Buenos Aires. El 1951 va ingressar a l'Escola Superior d'Astronomia i Geofísica de la Universitat Nacional de la Plata. Es va graduar el 1956, la seva tesi doctoral es va titular: "La aplicación de un determinado tipo de transformaciones canónicas a la Mecánica Celeste" (en català L'aplicació d'un determinat tipus de transformacions canòniques a la Mecànica Celeste). Existeixen similituds entre aquest treball amb el mètode conegut com a "mètode d' Hori", encara que aquest últim va ser publicat recentment deu anys després. El 1957 va ingressar a l'Observatori Astronòmic de Córdoba (OAC), que va arribar a dirigir de 1982 a 1983. Va ser també professor a la Universitat Nacional de Córdoba i membre del CONICET i de la Royal Astronomical Society.
A la dècada dels 60 el Dr. Sérsic va crear el Departament d'Astronomia Extragalàctica de l'Observatori Astronòmic de Córdoba on va desenvolupar les seves activitats acadèmiques i d'investigació formant els seus primers deixebles. El 1983, aquest departament es va constituir en el Programa d'Investigacions en Astronomia Teòrica i Experimental (IATE) del CONICET sota la seva direcció.
Va realitzar més d'un centenar de publicacions en revistes especialitzades del país i de l'exterior. El seu treball ha tingut un important impacte en la comunitat científica, comptabilitzant diverses desenes de milers de cites als seus diferents treballs.
El 1968 va publicar la seva obra més important, Atlas de las galaxias australes (Atles de les galàxies australs), el primer atles de galàxies del sud que conté fotometria i informació morfològica, realitzat principalment a l'Estació Astrofísica de Bosque Alegre de l'Observatori de Córdoba.
Va treballar activament al costat del Dr. Jorge Sahade en la creació (1969) de l'Institut d'Astronomia i Física de l'Espai (IAFE) a Buenos Aires, el projecte d'organització havia oportunament elaborat. Entre 1977 i 1983 va ser assessor per a la construcció i posada en marxa del Complex Astronòmic El Leoncito (CASLEO)a San Juan. Va ser membre de l'Associació Argentina d'Astronomia, la Astronomical Society of Pacific, la Royal Astronomical Society, la International Astronomical Union on va ser representant argentí davant les Assemblees Generals de 1979 i 1985. Es va constituir en Acadèmic Titular de l'Acadèmia Nacional de Ciències (Córdoba) el 1969 i corresponent de l'Acadèmia Nacional de Ciències Exactes, Físiques i Naturals (Buenos Aires). En el seu honor la Unió Astronòmica Internacional va anomenar l'asteroide 2691 Sérsic. El 1983 va rebre el Diploma al Mèrit dels Premis Konex per la seva destacada trajectòria com a astrònom.
És en la branca de l'Astronomia Extragalàctica en la qual més s'esmenta encara avui la tasca de Sérsic, principalment la Llei de Sérsic o Perfil de Sérsic, que descriu el perfil de brillantor de qualsevol galàxia donada, en funció de la seva brillantor central, el radi i d'un índex sencer {\displaystyle n}. El seu llibre "Extragalactic Astronomy", originat en les notes de classe de la matèria "Problemes d'Astronomia Extragalàctica" que dictarà durant 20 anys a l' OAC, s'ha convertit en un clàssic del tema, havent estat traduït inclòs al xinès; amb versions reduïdes editades parcialment a La Plata, Santiago de Xile, San Pablo, Rio de Janeiro i Paraiba.

## Perfil de Sérsic
El Perfil de Sérsic té la forma
{\displaystyle \ln \ I(R)=\ln \ I_{0}-kR^{1/n},}
on {\displaystyle I_{0}} és la intensitat per a {\displaystyle R=0}.
El paràmetre {\displaystyle n}, anomenat "índex de Sérsic", controla el grau de curvatura del perfil. A menor valor de {\displaystyle n}, menys concentrat serà el perfil cap al centre.
Originalment, aquest resultat no va tenir gran repercussió en la comunitat científica de l'època. Ara per ara, continua sent fonamental en l'estudi de galàxies.

## La controvèrsia sobre l'autoria del Mètode d'Hori
En Mecànica Celeste, és molt utilitzat un mètode simplèctic d'integració numèrica anomenat Mètode d'Hori, en honor de qui en teoria primer el va desenvolupar. Tanmateix, hi ha proves escrites (en els annals de la Biblioteca de la Facultat de Ciències Astronòmiques i Geofísiques de la Universitat Nacional de la Plata) que no va ser Hori sinó Sérsic qui primer desenvoluparia el mètode, deu anys abans, en la seva tesi doctoral. Aquesta tesi no seria publicada en revistes internacionals pel fet que Sérsic deixaria la Mecànica Celeste per dedicar-se a l'Astrofísica Extragalàctica. Encara avui persisteix la controvèrsia sobre l'autoria d'aquest mètode.